# Браян Герроу
Браян Герроу (англ. Brian Garrow; нар. 8 квітня 1968) — колишній американський тенісист.
Найвищу одиночну позицію світового рейтингу — 93 місце досяг 28 жовтня, 1990, парну — 42 місце — 12 серпня, 1991 року.
Здобув 2 парні титули.
Завершив кар'єру 1993 року.

## Фінали за кар'єру

### Парний розряд (2–2)
| Результат | W/L | Дата     | Турнір                   | Покриття | Партнер         | Суперники                         | Рахунок       |
| --------- | --- | -------- | ------------------------ | -------- | --------------- | --------------------------------- | ------------- |
| Перемога  | 1–0 | Лип 1989 | Ньюпорт, США             | Трава    | Патрік Гелбрайт | Ніл Брод Стефан Крюґер            | 2–6, 7–5, 6–3 |
| Перемога  | 2–0 | Кві 1990 | Ріо-де-Жанейро, Бразилія | Килим    | Свен Салумаа    | Нелсон Аертс Фернандо Роезе       | 7–5, 6–3      |
| Поразка   | 2–1 | Сер 1990 | Скенектаді, США          | Тверде   | Свен Салумаа    | Річард Фромберг Бред Пірс         | 2–6, 6–3, 6–7 |
| Поразка   | 2–2 | Вер 1990 | Брисбен, Австралія       | Тверде   | Марк Вудфорд    | Джейсон Столтенберг Тодд Вудбрідж | 6–2, 4–6, 4–6 |